# Flores (Buenos Aires)
Flores  è un barrio (quartiere) di Buenos Aires, situato nella zona centrale della capitale argentina. Ha dato i natali a papa Francesco.

## Confini
Le strade che delimitano questa zona sono: Viale Gaona, Tenente Generale Donato Álvarez, Curapaligüe, Viale Directorio, Viale Directorio, Viale Castañares, Curapaligüe, Camilo Torres e Tenorio, Viale Riestra, Viale Perito Moreno, Viale Castañares, Lacarra, Autostrada Luis Dellepiane, Viale 25 de Mayo, Portela e Cuenca.
Confina a nord con i quartieri di Villa Santa Rita e Villa Gral. Mitre, ad est con Caballito e Parque Chacabuco, a sud con Nueva Pompeya e Villa Soldati, e ad ovest con Parque Avellaneda e Floresta.

## Storia
Nel 1803 si decise la costruzione una piccola chiesa dedicata a San Giuseppe (in spagnolo San José) sui terreni donati da Juan Diego Flores, situati ad ovest della città di Buenos Aires. Il 31 maggio 1806 fu formalmente istituita la parrocchia che venne chiamata San José de Flores. Nei decenni successivi attorno alla chiesa sorse un piccolo agglomerato urbano. Il 30 agosto 1857 il villaggio fu raggiunto dalla prima linea ferroviaria argentina, il ferrocarril Oeste de Buenos Aires, che univa il centro della capitale con la località di La Floresta. Nel novembre 1859, dopo la sconfitta delle truppe porteñe nella battaglia di Cepeda, il vincitore Justo José de Urquiza pose il suo accampamento a San José de Flores cercando l'accordo con i nemici invece di cingerli d'assedio. Dopo giorni di trattative, grazie anche alla mediazione del paraguaiano Francisco Solano López, le due parti trovarono l'accordo, chiamato di San José de Flores, che sanciva la riammissione di Buenos Aires nella Confederazione Argentina.
Il 14 febbraio 1888 San José de Flores e Belgrano, sino ad allora partidos autonomi della provincia di Buenos Aires, furono annessi al territorio della Città Autonoma di Buenos Aires.

## Monumenti e luoghi d'interesse
- Basilica di San Giuseppe di Flores

## Infrastrutture e trasporti

### Strade
Flores si sviluppa lungo l'importante avenida Rivadavia, asse stradale che attraversa tutta la capitale argentina. La zona meridionale del quartiere è servita dall'autostrada 25 de Mayo, uno dei principali corridoi viari del sistema autostradale di Buenos Aires.

### Ferrovia
Flores è servita da una stazione ferroviaria posta lungo la linea suburbana Sarmiento che unisce il centro di Buenos Aires all'ovest della sua area metropolitana.
Il quartiere è servito dalle stazioni Carabobo, San José de Flores, San Pedrito della linea A e dalle stazioni Varela e Plaza de los Virreyes della linea E della metropolitana di Buenos Aires.